# Aplidium soldatovi
Aplidium soldatovi is een zakpijpensoort uit de familie van de Polyclinidae. De wetenschappelijke naam van de soort is voor het eerst geldig gepubliceerd in 1937 door Redikorzev.